# Campionato Sammarinese 2008-2009

## Fase a gironi

### Girone A
|  |    | Classifica 2008-09 | Pt | G  | V  | N | P  | GF | GS | DR  |
|  | -- | ------------------ | -- | -- | -- | - | -- | -- | -- | --- |
|  | 1. | Virtus             | 35 | 20 | 10 | 5 | 5  | 34 | 22 | +12 |
|  | 2. | Tre Penne          | 35 | 20 | 9  | 8 | 3  | 35 | 24 | +11 |
|  | 3. | Juvenes/Dogana     | 34 | 20 | 9  | 7 | 4  | 25 | 13 | +12 |
|  | 4. | Pennarossa         | 34 | 20 | 10 | 4 | 6  | 35 | 24 | +11 |
|  | 5. | La Fiorita         | 31 | 20 | 9  | 4 | 7  | 35 | 28 | +7  |
|  | 6. | Libertas           | 28 | 20 | 8  | 4 | 8  | 30 | 31 | -1  |
|  | 7. | Domagnano          | 17 | 20 | 5  | 2 | 13 | 23 | 38 | -15 |

### Girone B
|  |    | Classifica 2008-09 | Pt | G  | V  | N | P  | GF | GS | DR  |
|  | -- | ------------------ | -- | -- | -- | - | -- | -- | -- | --- |
|  | 1. | Tre Fiori          | 47 | 21 | 14 | 5 | 2  | 53 | 20 | +33 |
|  | 2. | Murata             | 38 | 21 | 11 | 5 | 5  | 38 | 20 | +18 |
|  | 3. | Faetano            | 34 | 21 | 9  | 7 | 5  | 39 | 34 | +5  |
|  | 4. | Cosmos             | 34 | 21 | 11 | 1 | 9  | 44 | 37 | +7  |
|  | 5. | Folgore            | 24 | 21 | 6  | 6 | 9  | 28 | 30 | -2  |
|  | 6. | Cailungo           | 23 | 21 | 6  | 5 | 10 | 23 | 30 | -7  |
|  | 7. | Fiorentino         | 11 | 21 | 3  | 2 | 16 | 21 | 61 | -40 |
|  | 8. | San Giovanni       | 3  | 21 | 0  | 3 | 18 | 19 | 70 | -51 |

## Play-off
Ai play-off si qualificano le prime tre squadre di ogni girone.
- Primo Turno

Si affrontano le seconde e le terze classificate dei due gironi
 Tre Penne- Faetano 1-0
 Murata- Juvenes/Dogana 0-1
- Secondo Turno

Si affrontano le perdenti del primo turno; la perdente viene eliminata
 Murata- Faetano 5-4
Si affrontano le vincenti del primo turno; la vincente passa al 4º turno e la perdente al 3º turno
 Juvenes/Dogana- Tre Penne 2-0
- Terzo Turno

Si affrontano le squadre che hanno perso almeno una partita nei play-off; la perdente viene eliminata
 Murata- Tre Penne 4-0
Si affrontano le prime classificate dei due gironi
 Virtus- Tre Fiori 0-2
- Quarto Turno

Si affrontano le squadre che hanno perso almeno una partita dei play-off; la perdente viene eliminata e la vincente va in semifinale
 Murata- Virtus 3-2 dts
Si affrontano le uniche squadre rimaste imbattute durante i play-off; chi vince passa in finale, chi perde in semifinale
 Juvenes/Dogana- Tre Fiori 1-1 rig.: 4-5
- Semifinale

 Murata- Juvenes/Dogana 1-3 dts
- Finale

 Tre Fiori- Juvenes/Dogana 0-0 rig.: 3-1